# Calliptamus mus
Calliptamus mus är en insektsart som beskrevs av Bolívar, I. 1936. Calliptamus mus ingår i släktet Calliptamus och familjen gräshoppor.

## Underarter
Arten delas in i följande underarter:
- C. m. abbreviata
- C. m. mus